# Art Vogel
Art Vogel (1949 - 26 maart 2020) was een Nederlandse botanicus en hortulanus.
Vogel werkte als kaschef in de Hortus Botanicus Vrije Universiteit Amsterdam. In 1990 werd hij Hortulanus in de Hortus botanicus Leiden, waar hij in 2010 met pensioen ging. Gedurende ongeveer veertig jaar reisde hij de wereld af, op zoek naar planten die de wetenschap nog niet kende. Zijn eerste reizen waren naar Midden- en Zuid-Amerika. En vanaf 1990, een keer of acht naar de afgelegen gebieden van Borneo en Nieuw-Guinea. Vogel bracht onder meer de klim- en slingerplant Strongylodon macrobotrys ('jadevine') naar het kassencomplex van de Leidse Hortus botanicus. Bij een groot publiek werd Vogel bekend door in 1993, 2003 en 2008/09 de reuzenaronskelk Amorphophallus titanum tot bloei te brengen. Duizenden mensen kwamen de zogenoemde 'penisplant' aanschouwen.
Vogel heeft een boek over zijn botanische ontdekkingsreizen uitgebracht onder de titel Ik ben hier even geweest. 
Naar Vogel zijn diverse planten vernoemd:
- Nepenthes vogelii [4]
- Amorphophallus vogelianus
- Sarracenia 'Vogel'
- Lepanthes vogelii
- Bulbophyllum artvogelii